# Гойшик, Николай Васильевич
Никола́й Васи́льевич Го́йшик (Коля Гойшик) (бел. Мікалай Васілевіч Гойшык; 27 января 1927, Воля, Полесское воеводство — 25 апреля 1944, Михновичи, Брестская область) — юный герой Великой Отечественной войны, участник партизанского движения на территории Брестской и Пинской областей.

## Биография
Из крестьянской семьи. До 1939 года учился в польской, затем — в яблонковской начальной школе.
После присоединения Западной Белоруссии к СССР его отец — Василий Демьянович — был назначен председателем Яблонковского сельсовета.
Во время оккупации, с осени 1941 года, семья Гойшиков помогала партизанам: сам Коля под видом пастушка собирал для партизан оружие и боеприпасы, передавал им сведения о немцах, распространял среди населения листовки.
В феврале 1943 года Василий Демьянович Гойшик по доносу предателя был арестован, когда, как партизанский связной, приходил в Ивацевичи. Стремясь получить сведения о партизанах, на допросах к нему применяли пытки. Ничего не добившись, 17 февраля его расстреляли. После казни отца Николай Гойшик, вместе с матерью Ольгой Андреевной и старшей сестрой Ниной, уходит к партизанам.
В апреле того же года Николай Гойшик принят в комсомол и, по собственной просьбе, зачислен в диверсионную группу партизанской бригады имени Ф. Э. Дзержинского. Участвовал в боях с немецко-фашистскими захватчиками. Пустил под откос 7 вражеских эшелонов, 6 паровозов, десятки вагонов с живой силой и техникой противника, в их числе эшелон подорванный на железной дороге Пинск—Кобрин накануне 26-й годовщины Октября. 18 февраля 1944 года Николай с группой товарищей совершил диверсию на железной дороге Пинск—Лунинец, в результате чего был уничтожен паровоз и 7 вагонов с живой силой противника, убито и ранено 125 немецких солдат и офицеров. Принимал участие в нападении на немецкую автоколонну на шоссе Берёза—Бронная Гора, во время которого партизаны уничтожили 19 автомашин. Вместе со своим товарищем Алексеем Плаксиным взял в плен вражеского пулемётчика во время засады на шоссе Берёза—Пески.
В ночь на 24 апреля 1944 года, в районе деревни Михновичи, Николай Гойшик и его товарищ Алексей Савощик должны были уничтожить идущий на восток немецкий эшелон на железной дороге Москва—Брест, которая усиленно охранялось. При подрыве своего 8-го эшелона Николай Гойшик погиб: по одной версии, ставшей хрестоматийной, он бросился под поезд, взорвав на себе сумку с 10 килограммами тола; по другой — он сумел обмануть охрану и заминировать пути, но не успел вовремя уйти. В результате взрыва был уничтожен паровоз и 16 вагонов с техникой врага, убито и ранено около 200 немецких солдат и офицеров. Железная дорога была выведена из строя на 17 часов.
Был похоронен на партизанском кладбище в урочище Курылец. В 1959 году перезахоронен в братской могиле в Ивацевичском сквере.

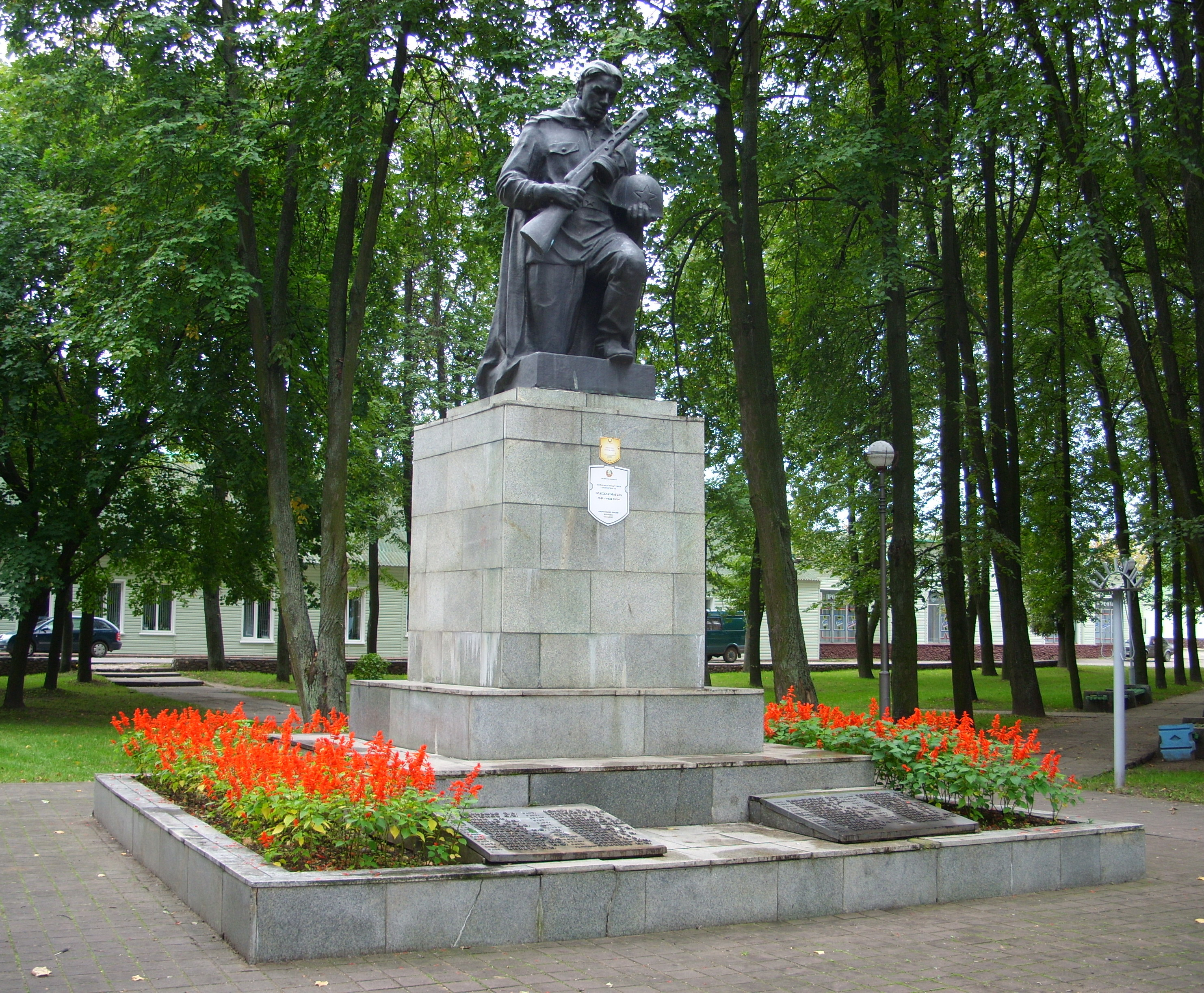
Братская могила советских воинов и партизан в городском сквере в Ивацевичах

## Награды
- Медаль «Партизану Отечественной войны» I степени (27 апреля 1945, посмертно)
- Орден Отечественной войны I степени (30 декабря 1948, посмертно)
- Орден Святого князя Александра Невского I степени АБОП (9 мая 2005, посмертно)

## Память
В деревне Михновичи Ивацевичского района Николаю Гойшику в 1968 году установлен памятник работы белорусского скульптора Николая Алексеевича Рыжанкова. Также, ему установлен бюст в Заводском районе Минска.
Имя Николая Гойшика носят улицы в ряде населённых пунктов Брестской области: в городах Ивацевичи, Ганцевичи; в агрогородке Воля Ивацевичского района; в деревнях Михновичи, Корочин Ивацевичского района, Бронная Гора Берёзовского района.
Его именем названы школа в деревне Яглевичи Ивацевичского района и ряд пионерских отрядов в Белоруссии.
Имя Героя носит пионерская дружина ГУО «Новосёлковская средняя школа Пружанского района».
В Ивацевичах работает Музей юного героя-партизана Коли Гойшика.
Белорусский писатель и поэт Виктор Николаевич Шимук написал очерк «Коля Гойшик» и посвятил ему поэму «Возле Бронной горы».